# Parafia Matki Bożej Nieustającej Pomocy w Krzątce
Parafia Matki Bożej Nieustającej Pomocy w Krzątce – parafia rzymskokatolicka znajdująca się w Krzątce i należąca do diecezji sandomierskiej w dekanacie Raniżów. W 1952 wyodrębniona z parafii Majdan Królewski. Prowadzą ją księża diecezjalni. Kościół parafialny pw. Matki Bożej Nieustającej Pomocy w Krzątce wybudowany w 1982.
W przysiółku Trzosowa Ścieżka kapliczka wybudowana w latach międzywojennych XX wieku z kopią cudownego obrazu Matki Boskiej z bazyliki oo. Bernardynów w Leżajsku.